# چخراک (ناحیه مایسکویه، شهرستان کوشخابلسکی)
چخراک (به لاتین: Chekhrak) یک منطقهٔ مسکونی در روسیه است که در شهرستان کوشخابلسکی واقع شده‌است. چخراک ۱۰ نفر جمعیت دارد.